# Карповское сельское поселение (Волгоградская область)
Ка́рповское се́льское поселе́ние — муниципальное образование в Городищенском районе Волгоградской области.
Административный центр — село Карповка.

## История
Карповское сельское поселение образовано 14 мая 2005 года в соответствии с Законом Волгоградской области № 1058-ОД.

## Население
| 2010  | 2012  | 2013  | 2014  | 2015  | 2016  | 2017  |
| ----- | ----- | ----- | ----- | ----- | ----- | ----- |
| 1700  | ↗1701 | ↘1671 | →1671 | ↘1646 | ↘1628 | ↘1605 |
| 2018  | 2019  | 2020  | 2021  |       |       |       |
| ↘1601 | ↘1573 | ↗1577 | ↘1560 |       |       |       |

## Состав сельского поселения
| № | Населённый пункт | Тип населённого пункта       | Население |
| - | ---------------- | ---------------------------- | --------- |
| 1 | Дмитриевка       | хутор                        | 109       |
| 2 | Карповка         | село, административный центр | ↗1591     |

## Местное самоуправление
Главы администрации
- Балабанов Василий Иванович
- с 2015 года — Порублев Алексей Валерьевич